# Coupe de France 1923/1924
Sedmý ročník Coupe de France (francouzského fotbalového poháru) se konal od 14. října 1923 do 13. dubna 1924. Celkem turnaj hrálo 325 klubů.
Trofej získal poprvé v klubové historii Olympique Marseille, který ve finále porazil FC Sète 34 3:2 v prodloužení.